# بنتسه هالاس
بنتسه هالاس (مجاری: Bence Halász؛ زادهٔ ۴ اوت ۱۹۹۷) پرتاب‌گر چکش اهل مجارستان است.
وی در مسابقات کشوری و بین‌المللی در مجموع برندهٔ ۳ مدال نقره، ۳ مدال برنز شده است.